# Ольшанська сільська рада (Столинський район)
Ольшанська сільська́ ра́да (біл. Альшанскі сельсавет) — адміністративно-територіальна одиниця у складі Столинського району Берестейської області Білорусі. Адміністративний центр — село Ольшани.

## Склад
Населені пункти, що підпорядковувалися сільській раді станом на 2009 рік:
| Населений пункт | Тип  | Населення, осіб (2009) |
| --------------- | ---- | ---------------------- |
| Високе          | село | 321                    |
| Ольшани         | село | 6763                   |
| Семигостичі     | село | 1524                   |

## Населення
За переписом населення Білорусі 2009 року чисельність населення сільської ради становила 8608 осіб.

### Національність
Розподіл населення за рідною національністю за даними перепису 2009 року:
| Національність            | Осіб | Відсоток |
| ------------------------- | ---- | -------- |
| білоруси                  | 8559 | 99,43 %  |
| росіяни                   | 27   | 0,31 %   |
| українці                  | 15   | 0,17 %   |
| національність не вказана | 6    | 0,07 %   |
| американці                | 1    | 0,01 %   |
| Разом                     | 8608 | 100 %    |